# Cymbocarpa
Cymbocarpa là một chi thực vật có hoa trong họ Burmanniaceae, lần đầu tiên được John Miers mô tả như là một chi vào năm 1840. Nó là bản địa khu vực miền bắc Nam Mỹ, Trung Mỹ và Tây Ấn.

## Các loài[1]
- Cymbocarpa refracta Miers - Costa Rica, Panama, Cuba, Hispaniola, Jamaica, Venezuela, Colombia, Peru, Brasil.
- Cymbocarpa saccata Sandwith - Guyana, Peru, tây bắc Brasil.